# Shishōsetsu

Shishōsetsu (私小説) este un curent literar. În traducere aproximativă, „roman al Eu-lui”, deși nu trebuie confundat cu curentul „Ich-Roman” din literatura germană.
Deși foarte dificil de identificat (critici precum Edward Fowler consideră această formulă narativă ca fiind tradițională în literatura japoneză și îi împinge începuturile în perioadele Heian și Muromachi), majoritatea istoricilor literari consideră romanul Futon (1907, Cuvertura) al lui Tayama Katai ca fiind prima expresie a acestui curent literar.
Provenit din tendințele naturaliste (自然主義　(shizenshugi), diferit de ceea ce naturalismul lui Emile Zola a însemnat în literatura europeană) ale literaturii japoneze de la sfârșitul secolului al 19-lea, shishōsetsu reprezintă o formulă narativă, în care naratorul este identificat de către cititor cu persoana fizică a autorului. În felul acesta, cele două entități (naratorul și autorul) devin, în mintea cititorului, una și cel din urmă are în mod constant impresia că ceea ce citește este, de fapt, parte din experiența "reală" a autorului. Narat adeseori la persoana întâi, dar și la persoana a treia, shishōsetsu a dominat literatura japoneză de dinainte de cel de-al Doilea Război Mondial.

## Autori reprezentativi
- Tayama Katai (1872–1930)
- Chikamatsu Shukō (1876–1944)
- Shiga Naoya (1883–1971)
- Kasai Zenzō (1887–1928)
- Dazai Osamu (1909–1948)